# Biserica „Sfinții Arhangheli Mihail și Gavriil” din Borogani
Biserica „Sf. Arhangheli Mihail și Gavriil” este o biserică amplasată în Borogani, raionul Leova, Republica Moldova. Este un monument arhitectural de importanță națională inclus în Registrul monumentelor Republicii Moldova ocrotite de stat cu nr. 237 (raionul Comrat). Datează din 1811.